# Nurhaena
Nurhaena (* um 1945) ist eine ehemalige indonesische Badmintonspielerin. Sie wurde 1969 Vizeweltmeisterin mit der indonesischen Damenmannschaft.

## Karriere
Im Endspiel um den Uber Cup 1969 traf das aufstrebende indonesische Team auf Japan, verlor aber diesmal noch mit 1:6. Nurhaena verlor in diesem Finale ihre beiden Doppel mit Hesty Lianawati. In der ersten Begegnung unterlagen sie Noriko Takagi und Hiroe Yuki mit 3:15 und 3:15, die zweite verloren sie gegen Tomoko Takahashi und Hiroe Amano mit 8:15 und 8:15.
In den Einzeldisziplinen verlor sie 1970 mit Retno Koestijah bei den Asienspielen im Damendoppel erneut gegen zwei Japanerinnen. Im Finale zogen sie gegen Machiko Aizawa und Etsuko Takenaka den Kürzeren.